# Karel Doležal (hudebník)
Karel Doležal (16. ledna 1948 Praha – 22. září 2018 Praha) byl český hudebník, violista a pedagog, jedna z nejvýznamnějších osobností svého oboru.

## Životopis
Studoval na Pražské konzervatoři v letech 1964 až 70 u profesorů Vincence Zahradníka a Lubomíra Malého. V letech 1972 až 75 pokračoval v postgraduálním kurzu Hudebního studia Ministerstva kultury u proslulého profesora Ladislava Černého. Komorní hru studoval u členů Smetanova kvarteta. V roce 1975 se zúčastnil mistrovských kurzů ve Výmaru u Raphaela Hylliera, violisty Juilliard quartetta.
Svoji uměleckou dráhu zahájil jako člen Talichova kvarteta, ve kterém působil v letech 1969 až 1972. Získal s ním titul laureáta Evropské asociace hudebních festivalů (1969) a 2. cenu na Mezinárodní soutěži smyčcových kvartet v Bělehradě (1970).V letech 1972 až 2003 byl členem a uměleckým vedoucím Doležalova kvarteta, které odehrálo 2000 koncertů na nejprestižnějších festivalech a pódiích celého světa. Doležalovo kvarteto získalo titul laureáta a Cenu pro nejmladšího účastníka na Mezinárodní soutěži smyčcových kvartet Pražské jaro (1975), Stříbrnou medaili na Mezinárodní soutěži smyčcových kvartet ve francouzském Bordeaux (1977) a Cenu Českého spolku pro komorní hudbu při České filharmonii (1989). Nahrálo desítky snímků pro rozhlas a televizi v zahraničí (Radio New York Times, BBC, Radio France atd.). Natočilo řadu CD, která byla rovněž oceněna, např. nahrávka kvartetů Antonína Dvořáka ("Nejlepší nahrávka měsíce" – časopis Neue Zeitschrift für Musik, Německo 1982) nebo Leoše Janáčka (Diapason d'Or, Francie 1985 a "Nejlepší nahrávka roku", USA 1996). K nejdůležitějším vystoupením Doležalova kvarteta patří festivaly v Tunisku s klavíristou Pavlem Štěpánem (1977), koncerty na festivalu ve finském Kuhmo s kontrabasistou Františkem Poštou a violistou Jurijem Bašmetem (1982), koncerty ve Francii s violoncellistou Mischou Maiskym (1984), podíl na kompletním provedení Beethovenových kvartetů v Tonhalle Zürich spolu s Amadeus, Alban Berg a Julliard Quartett (1984), vystoupení v přímém přenosu Radio France na festivalu v Montpellier (1990), koncert na Dnech Bohuslava Martinů v Paříži s klavíristou Josefem Páleníčkem (1990), koncert s violoncellistou Smetanova kvarteta Antonínem Kohoutem (1990) nebo festivaly v Japonsku s klavíristou Josefem Hálou (1993).
Jako sólista vystoupil Karel Doležal se Státní filharmonií Brno, Symfonickým orchestrem Čs. rozhlasu, Karlovarským symfonickým orchestrem, Filharmonií Hradec Králové a též s orchestry v Jižní Koreji a Německu. Na recitálech a dalších vystoupeních se představil v ČR (komorní cyklus České filharmonie), Jižní Koreji, Švýcarsku, Nizozemí, Polsku a Rumunsku. Pořídil sólové nahrávky pro Českou televizi, Český rozhlas a Radio Rotterdam. Nahrál dvě sólová CD, za která získal ocenění v USA a jeho nahrávka sólové Elegie Igora Stravinského byla zařazena na CD francouzské firmy Harmonia Mundi spolu se snímky Vladimira Spivakova či Tokyo String Quartet. Jako komorní hráč vystoupil také s Kvartetem města Prahy na festivalu Dvořákův karlovarský podzim.
V devadesátých letech zahájil Karel Doležal úspěšnou pedagogickou činnost. Vedl mistrovské kurzy v USA, Jižní Koreji, Finsku, Norsku a Španělsku, externě vyučoval na Pedagogické fakultě Univerzity Karlovy a též na pražské pobočce New York University. Od roku 1993 působil na Pražské konzervatoři, kde od roku 2007 zároveň vedl smyčcové oddělení. Své studenty připravil k úspěchům v mezinárodních soutěžích a ke studiu na významných hudebních školách v zahraničí. Od roku 2005 pořádal Mezinárodní mistrovské kurzy v Dobřichovicích u Prahy. V roce 2005 byl jmenován členem Českého spolku pro komorní hudbu při České filharmonii.
Jako dirigent vedl Smyčcový orchestr Pražské konzervatoře. Získal s ním vítěznou cenu rozhlasové soutěže Concerto Bohemia 2013 a vystoupil s ním v prestižních cyklech, mj. jako doprovod sólistů Václava Hudečka či Kateřiny Englichové.